# Franco-British Aviation
Franco-British Aviation (FBA) war ein Flugzeughersteller mit Sitz in London und Produktionsstandorten in der Nähe von Paris. Das auf Wasserflugzeuge spezialisierte Unternehmen wurde von Louis Schreck und André Beaumont gegründet.

## Geschichte
Louis Schreck war Technischer Direktor des Firmenteils in Argenteuil. Erste Aktivität der Firma war die Konstruktion eines Flugbootrumpfes vom Donnet-Lévêque-Typ. Das erste Flugzeug war ein Doppeldecker. Zwischen den Flügeln befand sich ein Motor und ein Propeller in Pusher-Konfiguration. Es wurde zunächst als FBA-Leveque bezeichnet und später in FBA Type A umbenannt. Aus diesem wurden verschiedene Varianten abgeleitet, die von den Streitkräften der Triple Entente – Frankreich, Vereinigtes Königreich und Russisches Kaiserreich – eingesetzt wurden. Während des Ersten Weltkriegs wurde eine große Anzahl kleiner Flugboote für Frankreich, das Vereinigte Königreich, das Russische Kaiserreich und Italien produziert.
Nach dem Krieg wurde das Unternehmen rein französisch und erhielt den Namen Hydravions Louis Schreck FBA. Man produzierte weiter Flugboote und in den 1920er Jahren erreichte die Firma ihren Höhepunkt. Man produzierte Flugzeuge für die Streitkräfte Frankreichs, Englands und Italiens. 1922 wurde Émile Paumier Technischer Direktor und entwickelte die FBA-Modellreihe vom Typ 10. Vom Modell FBA 17 wurden über 300 Stück verkauft. Ab dem Modell FBA 19 gab man die Pusher-Konfiguration zu Gunsten einer Zugpropeller-Auslegung auf.
Da die Bestellungen zurückgingen, stellte man 1931 die Produktion ein und 1934 wurde das Unternehmen an Société des Avions Bernard verkauft. Ein Jahr später war Bernard jedoch insolvent.

## Flugzeuge
| Bezeichnung | Bauart                                                                               | Anzahl | Anmerkungen                                               | Erster Flug | Nutzer                                                                                       |
| ----------- | ------------------------------------------------------------------------------------ | ------ | --------------------------------------------------------- | ----------- | -------------------------------------------------------------------------------------------- |
| FBA Type A  | Doppeldecker-Wasserflugzeug mit einem Motor zur Aufklärung                           | 120    | Auch FBA-Leveque genannt.                                 | 1913        | Österreich-Ungarn, Brasilien, Dänemark, Königreich Italien, Vereinigtes Königreich, Russland |
| FBA Type B  | Doppeldecker-Wasserflugzeug mit einem Motor                                          | 230    |                                                           | 1914        | Frankreich, Vereinigtes Königreich, Russland, Portugal, Königreich Italien                   |
| FBA Type C  | Doppeldecker-Wasserflugzeug mit einem Motor                                          | 330    |                                                           | 1915        | Frankreich, Königreich Italien                                                               |
| FBA Type H  | Doppeldecker-Wasserflugzeug mit einem Motor                                          | 1400   |                                                           | 1915        | Frankreich, Königreich Italien                                                               |
| FBA Type S  | Doppeldecker-Wasserflugzeug mit einem Motor                                          |        |                                                           | 1917        |                                                                                              |
| FBA 10      | Doppeldecker-Wasserflugzeug mit einem Motor                                          | 2      |                                                           | 1922        |                                                                                              |
| FBA 11      | Doppeldecker-Wasserflugzeug mit einem Motor                                          | 1      | Variante von Type C für Trainingszwecke                   | 1923        |                                                                                              |
| FBA 13      | Doppeldecker-Wasserflugzeug mit einem Motor                                          | 1      | Für Trainingszwecke                                       | 1922        |                                                                                              |
| FBA 14      | Doppeldecker-Wasserflugzeug mit einem Motor                                          | 20     | Weiterentwicklung von Type 11 für Trainingszwecke         |             | Frankreich                                                                                   |
| FBA 16      | Doppeldecker-Wasserflugzeug mit einem Motor                                          | 1      |                                                           |             |                                                                                              |
| FBA 17      | Doppeldecker-Wasserflugzeug mit einem Motor, Doppelsitzer für Trainingszwecke        | 348    | Unter Lizenz in den USA als Viking produziert             | 1923        | Brasilien, Frankreich, Polen, Vereinigte Staaten                                             |
| FBA 19      | Amphibisches Doppeldecker-Wasserflugzeug mit einem Motor zur Aufklärung              | 9      | Auch ein Dreisitzer-Prototyp Version 19 HMT3 wurde gebaut | 1924        |                                                                                              |
| FBA 21      | Amphibisches Doppeldecker-Wasserflugzeug mit einem Motor zum zivilen Transport       | 7      | Zivile Variante des Type 19 für 4 Passagiere              | 1925        |                                                                                              |
| FBA 171     | Variante zu Type 17 zur Nutzung auf einem Flugzeugkatapult                           | 1      |                                                           |             |                                                                                              |
| FBA 172     | Variante zu Type 17 zur Nutzung auf einem Flugzeugkatapult                           | 7      |                                                           | 1932        |                                                                                              |
| FBA 270     | Doppeldecker-Wasserflugzeug mit einem Motor, Zweisitzer                              | 1      |                                                           | 1929        | Frankreich                                                                                   |
| FBA 271     | Amphibisches Doppeldecker-Wasserflugzeug mit einem Motor, Zweisitzer                 | 2      |                                                           | 1930        |                                                                                              |
| FBA 290     | Prototyp eines amphibischen Doppeldecker-Wasserflugzeugs mit einem Motor, Viersitzer | 1      |                                                           | 1931        |                                                                                              |
| FBA 291     | Prototyp-Variante von Type 290                                                       | 1      |                                                           |             |                                                                                              |
| FBA 293     | Variante von Type 291                                                                | 6      |                                                           |             | Frankreich                                                                                   |
| FBA 294     | Variante von Type 293                                                                | 2      |                                                           |             | Frankreich                                                                                   |
| FBA 310     | Amphibisches Eindecker-Wasserflugzeug zur zivilen Nutzung                            | 9      |                                                           | 1930        |                                                                                              |